# Transport ferroviaire en Ouzbékistan
Le transport ferroviaire en Ouzbékistan repose sur réseau ferroviaire de près de 4 000 km, exploité par la compagnie nationale Uzbekistan Temir Yollari (UTY). Le transport ferroviaire joue un rôle important pour le fret et le trafic voyageur. 
Une ligne à grande vitesse a ouvert en 2011 entre Tachkent et Samarcande. Elle est prolongée jusqu'à Boukhara en 2016, et des travaux sont en cours pour l'étendre jusqu'à Khiva.

## Histoire
Le réseau ferroviaire ainsi que les infrastructures nationales sont issus de l'Union soviétique, et ont été conçus à l'époque ou l'Ouzbékistan était une République socialiste soviétique. Le transport en URSS obéissait à une logique de desserte et de construction à l'échelle de l'Union et, régionalement, de l'Asie centrale soviétique, et non à celle des républiques. À ce titre, la principale ligne (Tachkent-Boukhara-Ourguentch-Noukous) passe en partie sur le territoire du Turkménistan. L'écartement des rails est lui aussi un héritage soviétique.
En 1939, Basharat Mirbabayeva devient la première femme ouzbèke à conduire un train en tant que conducteur principal.
Le 14 et 15 novembre 2013 s'est tenu un séminaire ferroviaire franco-ouzbek dans la capitale, réunissant de grandes entreprises françaises du secteur et les acteurs ouzbeks.

## Réseau ferré
L'Ouzbékistan dispose de 3 992,6 km de chemins de fer, dont 612 sont électrifiés, ce qui est très faible rapporté à sa surface. Les principales dessertes intérieures sont les villes de Tachkent, la capitale, Boukhara, Samarcande et Karchi, qui sont accessibles par des trains relativement rapides. Les autres villes restent difficile d'accès par la lenteur des rares trains. Le réseau ferré ouzbek permet de rallier le Kazakhstan au nord à Chymkent, et au nord-ouest à Beïnéou.